# أليزيا (مترو باريس)
أليزيا (بالفرنسية: Alésia)‏ هي محطة مترو تابعة لمترو باريس تقع في فرنسا في الدائرة الرابعة عشرة في باريس.[بحاجة لمصدر]